# Menene Gras
Menene Gras Balaguer (Barcelona, 12 de julio de 1957) es una filósofa, crítica de arte e investigadora española especialista en arte contemporáneo europeo y asiático.  Ha publicado numerosos libros, editado y colaborado en la edición de distintos catálogos y publicaciones relacionados con la música y el arte. Directora del Asian Film Festival de Barcelona.

## Biografía y trayectoria
Menene Gras Balaguer es doctora en Filosofía y Letras para la Universidad de Barcelona y Directora de Cultura y Exposiciones de Casa Asia desde su fundación.  Ha traducido numerosas obras y publicado múltiples artículos en revistas de arte como la norteamericana ARTFORUM y en diversos diarios, además ha ejercido la crítica de arte y curadora de exposiciones en diversos países. Es directora del Festival de Cine Asiático.
Menene Gras ha desarrollado su carrera profesional en diferentes ámbitos. Ha ejercido como profesora de Teoría del Arte y Estética en la Universidad de Barcelona. Posteriormente fue directora de cultura del Instituto Catalán de Cooperación Iberoamericana (denominado Casa de América en Catalunya) durante más de diez años. Es Directora de Cultura y Exposiciones de Casa Asia (Barcelona y Madrid, desde su fundación en 2003); desde esta entidad ha dinamizado y propulsado relaciones recíprocas entre el arte contemporáneo asiático e internacional y organizado exposiciones de artistas españoles en Asia. Es a su vez directora de la AFFB (Asían Film Festival Barcelona) desde 2011.
Como crítica de arte, ha publicado periódicamente en los siguientes diarios: El País, La Vanguardia, ABC y el El Periódico, y durante más de 12 años fue corresponsal española para la revista de arte contemporáneo ARTFORUM (Nueva York). Además, ha colaborado y colabora en otras revistas de arte. También es autora de ensayos, catálogos, antologías y cuatro libros de poesía. Conferenciante en diversas universidades e instituciones, en diferentes ciudades de España, Francia, América del Sur Perú, Venezuela, Chile, Paraguay, Bolivia, Guatemala, México, EE. UU. -New York, China-Beijing y Shanghái, Hong Kong, Corea, Singapur, Japón, Vietnam e India, entre otros países.
Ha dirigido el Seminario Mapas asiáticos dentro de la feria de arte contemporáneo ARCO de Madrid, de 2004 a 2015.

## Comisariado de exposiciones
Compagina su labor de gestión como Directora de Cultura y Exposiciones de Casa Asia con el comisariado. Como comisaria de exposiciones, investiga y elabora los textos acerca de la obra presentada editando sendos catálogos con profundo análisis contextualizador. Una de las primeras exposiciones que comisarió fue en el año 2000, durante el período de dirección de la Fundación Telefónica por Roberto Velázquez,   la exposición individual de Marisa González "LA FÁBRICA"  formando parte del festival de Fotografía creado en 1998 Photoespaña,  en las salas de la Fundación Telefónica de Madrid.
Ha sido Portavoz en la Bienal de Shanghái de 2004, así como en las diferentes ediciones de la feria de Arte de Beijing
- Curadora española en Lima de la primera Bienal realizada en 2006, para el homenaje a Nam June Paik después de su muerte y dirigió sobre este autor el seminario internacional dedicado a Paik: La identidad local de un artista global en la Fundación Telefónica de Madrid.[15]
- "La invención del Presente: Representaciones de la vida cotidiana en la Fotografía contemporánea china" Madrid, 2007); "Murakami" (Madrid, 2007); "Proyección de la Vida Interior" (Barcelona, 2007), y "Arquitecturas de la vida cotidiana, modelos y aplicaciones en la España de los siglos XX y XXI¨ en el Museo Nacional de la Revolución de Hanói, Vietnam, noviembre de 2006 y CIGE en Pekín en mayo de 2007.
- "El renacimiento de una nación: Gráfica de la propaganda en Vietnam de Los Años Sesenta Hasta los finales del Siglo XX" / "Vietnam en los años sesenta hasta el final del siglo 20" (Barcelona, 2007 y Madrid, 2008).[16]
- "Hiperarquitecturas e hiperdiseño: Nuevos Modelos Urbanos del siglo XXI" de José Manuel Ballester (Barcelona, Madrid y Pekín, 2007-2008);[17][18][19]
- En el año 2008 organiza las siguientes exposiciones “Rong Rong & inri: ¨El poder de las ruinas. Entre destrucción y construcción”,  organizado con la colaboración de PhotoEspaña, se expone en Barcelona y Madrid.[20]
- -Con la artista chilena Magdalena Correa construyen en el año 2008 el proyecto "Del desierto: del Gobi a Atacama"  presentándose en Barcelona, Huesca, Pekín. "[21]
- Presenta en dos sedes, Madrid y Barcelona, al fotógrafo indio, uno de los padres del periodismo de su país y miembro de la prestigiosa agencia Magnum, la exposición titulada "Raghu Rai, pasajes de la India " ambas en el año 2008. Casa Asia creó un documental con estos temas.[22][23]
- "Beijing Time: La hora de China» con la participación de 17 artistas y 15 cineastas de China, en Matadero Madrid 2009-2010 y Santiago de Compostela, 2010)[24].En 2010, hizo también un seminario sobre la erosión de las divisiones entre el cine experimental y video arte, en el Ullens Contemporary Art Center, de Beijing 2011.[25]
- "Move on Asia" (Barcelona, 2011); "Afganistán" (Barcelona, Madrid, 2010-2011); "Corea del Norte: el peso de la historia" / "Corea del Norte y el peso de la historia" (Barcelona, Bilbao, 2010-2011).
- "Citystories y Global Cities", una visión crítica sobre la Asia emergente (Barcelona, Palma de Mallorca, 2011-2012).[26] En el año 2012 organiza la exposición "Acortando distancias: panorama asiático en del MUSAC de León.[27] La exposición presentada en Madrid "Crossing East West Narratives a finales de Video Arte" se presentó en las salas de La Principal Tabacalera / Madrid, 2011-2012).[28]
- Ha sido la comisaria de la destacada artista internacional en la exposición "Chiharu Shiota: Sincronizando Hilos y rizomas" (Barcelona, 2012-2013)[29]
- La exposición del joven arquitecto Ma Yangson, una de las figuras más relevantes del panorama internacional, lleva el título "MA YANGSON, Entre la modernidad global y la tradición local" es una exposición que aborda la búsqueda de la identidad del territorio (Fundación ICO, Madrid, 2012-2013).[30]
- Ha sido comisaria de la exposición "El Jardín Japonés de Esther Pizarro: Topografías del vacío", el jardín japonés como texto y paisaje, en diversas instituciones como Matadero Madrid, Barcelona, Sant Pau, Hospital Real de Granada, Museo San Telmo de San Sebastián y de la Casa de Segovia, 2014-2015.[31][32][33]
- ; El árbol y la sombra (Madrid, Barcelona, Pekín, 2014-2015);[34] "Microcosmos" del artista Miao Xiaochun (Museo Es Baluard, Mallorca, 2014), "Los arquitectos de la Nada" (Casa Asia, Barcelona, 2013).[35]
- Lenguas y estética del arte español del vídeo: Ten Years of Crítical Practices en el Centro de Arte Songwon, Seúl, 2013, LOOP Espacio Alternativo, Seúl, 2014 y vídeo Tage, Hong Kong.[36]
- Con el fin de promocionar el videoarte español, presentó en la feria de Arte Contemporáneo Art Basel Hong Kong en el año 2016 una completa exposición de video artistas españoles como Francesca Llopis, María Ruido, Mateo Maté, Marisa González, Marcelo Expósito, Avelino Sala, Eugenio Ampudia, Magdalena Correa.[37]

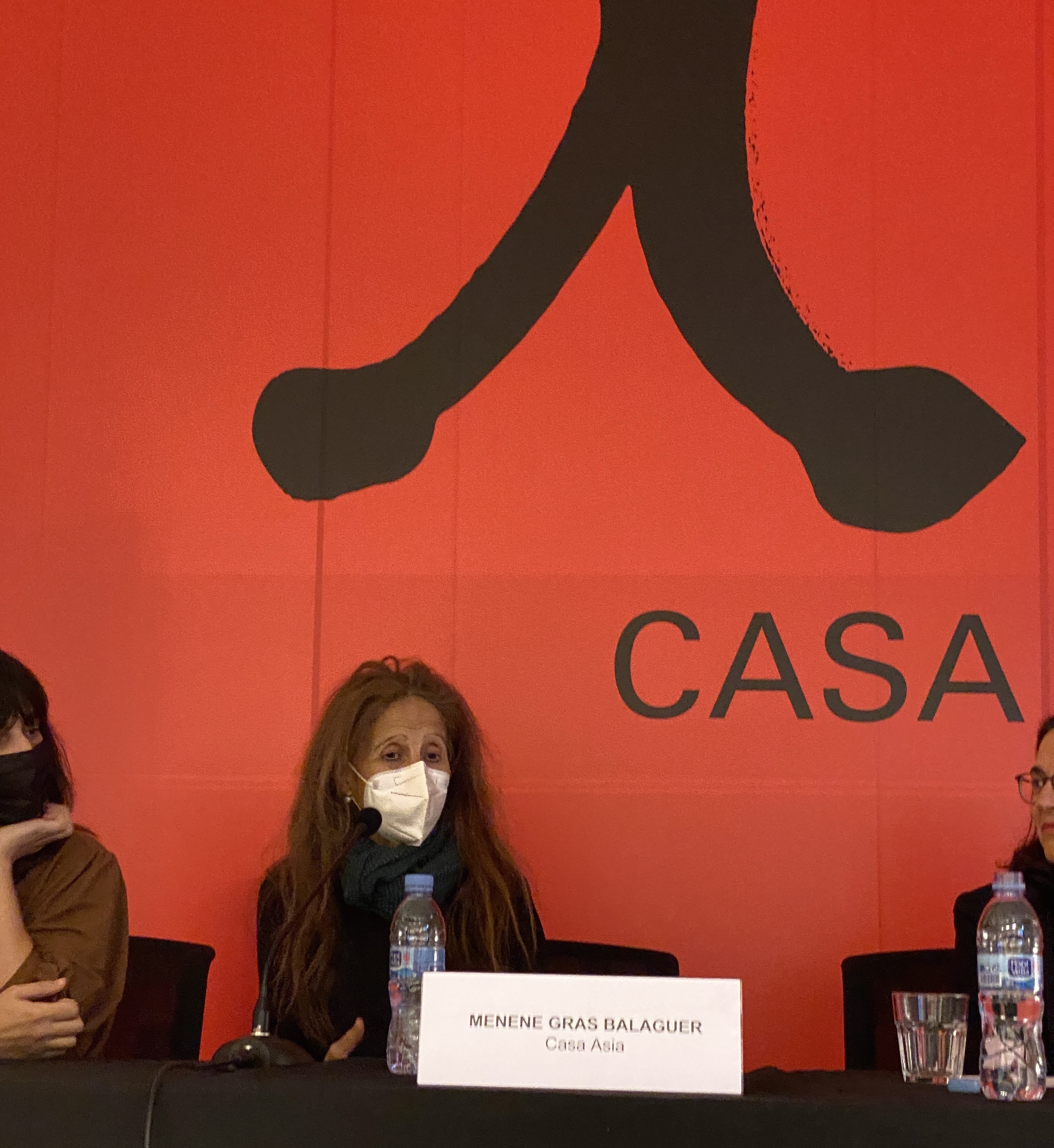
La Noche de los Libros,Casa Asia, Madrid 2022

- La Noche de los Libros,Casa Asia,  Madrid 2022Premio ACCA 2015 para el mejor proyecto de viaje fuera del país, "Idiomas y la estética del video arte español: Diez años de prácticas críticas". El proyecto se presentó en Seúl y Hong Kong y continua viajando en el sudeste asiático.[38]

## Publicaciones
En total ha escrito más de 30 libros, ensayos y artículos junto a diversas publicaciones, libros y catálogos. Entre las más recientes publicaciones sobre exposiciones de arte contemporáneo que ha comisariado: 
- "El jardín japonés: entre la espacialidad y la temporalidad del paisaje"  de Esther Pizarro(marzo de 2015);
- "Chiharu Shiota. Las Líneas de la mano. Las líneas eléctricas "(ACTAR ED: Barcelona, 2014);
- "Los Arquitectos de la Nada" con I. Ontiveros y J. M. Pascuets (Barcelona, 2014);
- "Ma Yangson. Entre Modernidad mundial y la Tradición local. (Actar, Ed, 2013.);
- "Tecnologías digitales y narrativas de la imagen" (Ministerio de Cultura, Educación y Deporte y Casa Asia, 2012);[39]
- " Corea del Norte el de Historia y el peso de la historia "(Casa Asia, Barcelona, 2011-2012);
- "Tiempo de Pekín" (Casa Asia / SEACEX, 2011);

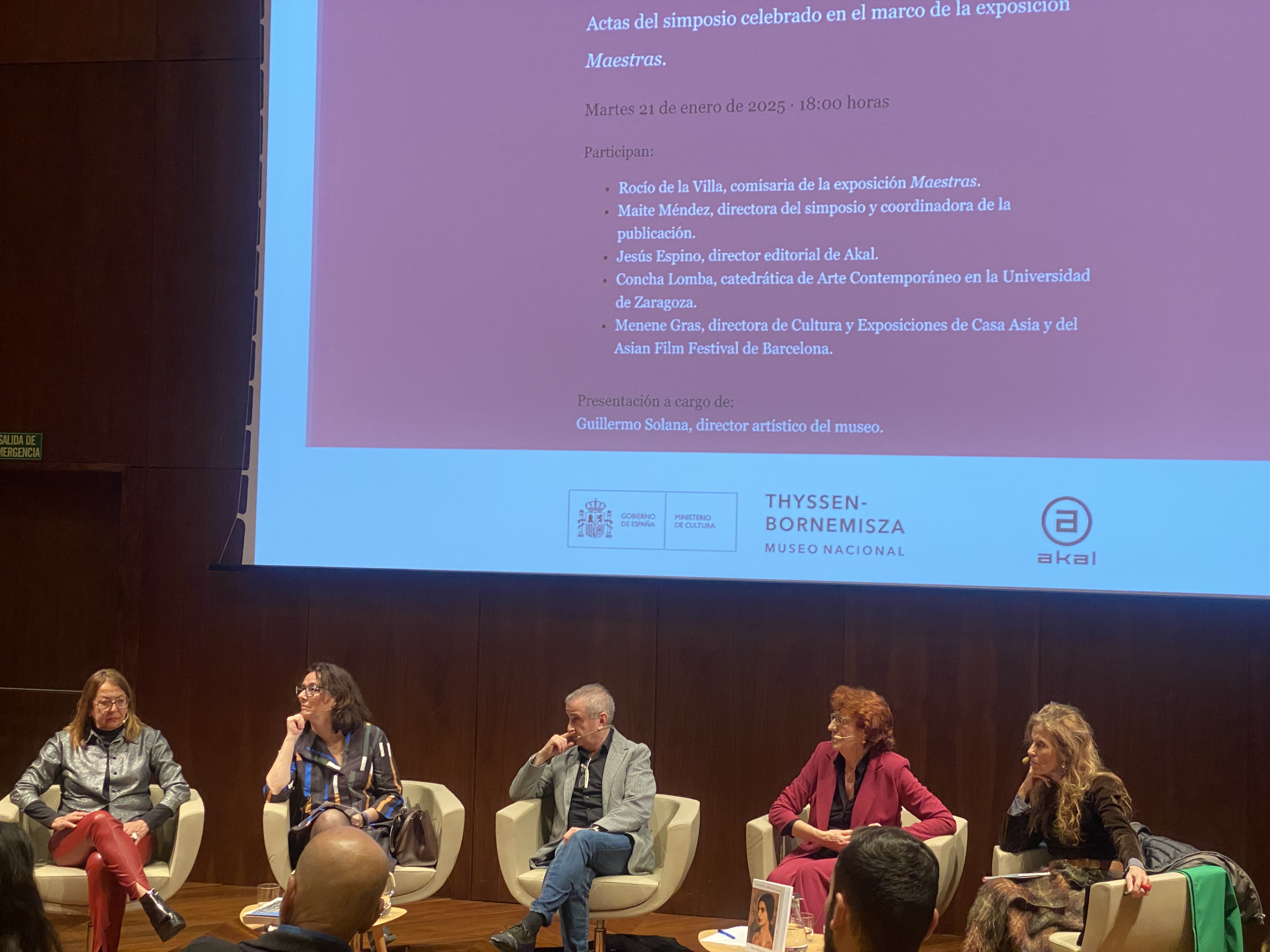
En el Museo Thyssen de Madrid en Cruce de Culturas, de la exposición Maestras.

- En el Museo Thyssen de Madrid en Cruce de Culturas,  de la exposición Maestras.Nam June Paik (1932-2006) con la Fundación Telefónica. Paisajes del fin del mundo.[40]

## Publicaciones sobre Filosofía, Música, Literatura
- La armonía pasional del Nuevo Mundo (Taurus, 1973)
- Correspondencia del Marqués de Sade (Anagrama, 1975)
- Flaubert, El aprendiz de escritor (Tusquets, 1976)
- Crítica de la Razón y del Estado (Península, 1978)
- Wagner, Su Vida Y Sus obras (Barcanova, 1981)
- La Mettrie, filosófica obra (Editora Nacional, 1983)
- El Romanticismo Como El espíritu de la modernidad, editor de Montesinos, Barcelona, 1983
- Montaigne. Del morir sable de 1988
- Indagación Filosófica Sobre el Origen de las ideas NUESTRAS. Acerca de lo sublime y de lo bello
- Suma de LLUVIAS